# 四川艾
四川艾（学名：Artemisia sichuanensis）是菊科蒿属的植物，其种加词“sichuanensis”意为“四川的”。中国特有植物。分布在中国大陆的四川等地，生长于海拔2,500米的地区，多生于山坡、林缘、草丛及林中空地等，目前尚未由人工引种栽培。

## 别名
白蒿（四川）

## 异名
- Artemisia sichuanensis var. tomentosa Ling et Y. R. Ling